# Comune di Skærbæk
Skærbæk (in tedesco Scherrebeck), fino al 1º gennaio 2007 è stato un comune danese situato nella contea dello Jutland Meridionale, il comune aveva una popolazione di 7 172 abitanti (2006) e una superficie di 360 km². Capoluogo era la cittadina omonima.
Dal 1º gennaio 2007 con l'entrata in vigore della riforma amministrativa, il comune è stato soppresso e accorpato ai comuni Bredebro, Højer, Løgumkloster e Nørre-Rangstrup per dare luogo al riformato comune di Tønder compreso nella regione della Danimarca Meridionale (Syddanmark).